# 懶漢
懶漢是搖滾樂團U2和音樂人布萊恩·伊諾組成的副樂隊“旅客”（Passengers）的一首歌曲。此歌曲是“旅客”的惟一一張專輯《原聲大碟1》内的第二支曲目。歌曲原名西武，並曾幾乎被排除在專輯之外，直至在專輯製作過程中方被重新發現。雖然伊諾在歌曲的製作過程中作出了大部分創作決定，此歌曲仍是少數幾支U2的成員自己嘗試參與製作的歌曲之一。
懶漢的歌詞反映出慶祝活動時一個凄涼靈魂的寫照。當「旅客」在為虛構的原聲帶寫歌時，他們嘗試在音樂中創造出比歌詞中的故事更重要的視覺暗示。歌曲中所採用的樂器聲旨在營造城市在黃昏的燈光的視覺效果。U2主要是在1993年動物園電視巡迴演唱會期間獲得寫下懶漢的靈感。懶漢被不同刊物的評論譽為專輯內最佳的幾首歌曲之一。

## 背景及錄製

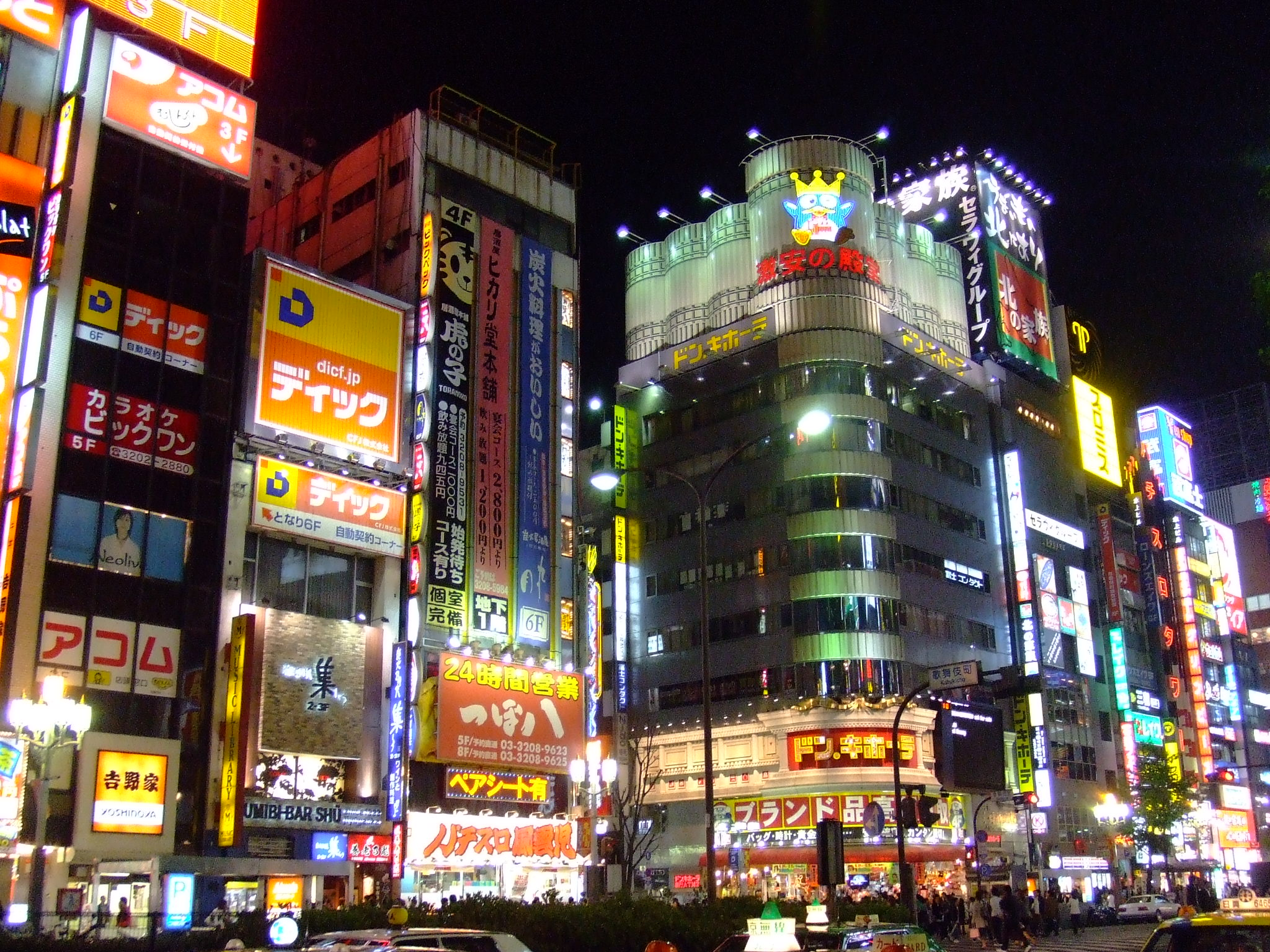
意在營造出像東京一樣的城市在黃昏的燈光的視覺效果，而東京街頭的環境正是是專輯的靈感來源

U2和音樂人白賴仁·伊諾曾打算為彼得·格連納韋所導演的1996年電影《枕边禁书》錄製原聲帶。雖然此計劃未能成事，但是伊諾仍建議他們繼續錄製適合用作電影配樂的音樂，就有如伊諾此前的專輯《為電影而設的音樂》一樣，氛围音乐及Electronica風格的實驗音樂專輯《原聲大碟1》也因此應運而生，並由U2和伊諾的副樂隊以化名「旅客」釋出。由於樂團的主唱博诺認為音樂的視覺暗示比歌詞所帶出的故事更為重要，因此樂團在錄製專輯時嘗試創作視覺音樂。U2在1993年動物園電視巡迴演唱會將完結之際在東京新宿區呆了一段時間，而他們在當地的經歷影響了後來的錄製。當地的路牌和廣告牌的鮮豔色彩讓他們想起1982年科幻電影《银翼杀手》的場景。波諾稱，《原聲大碟1》讓人聯想起“東京的新幹線列車”。

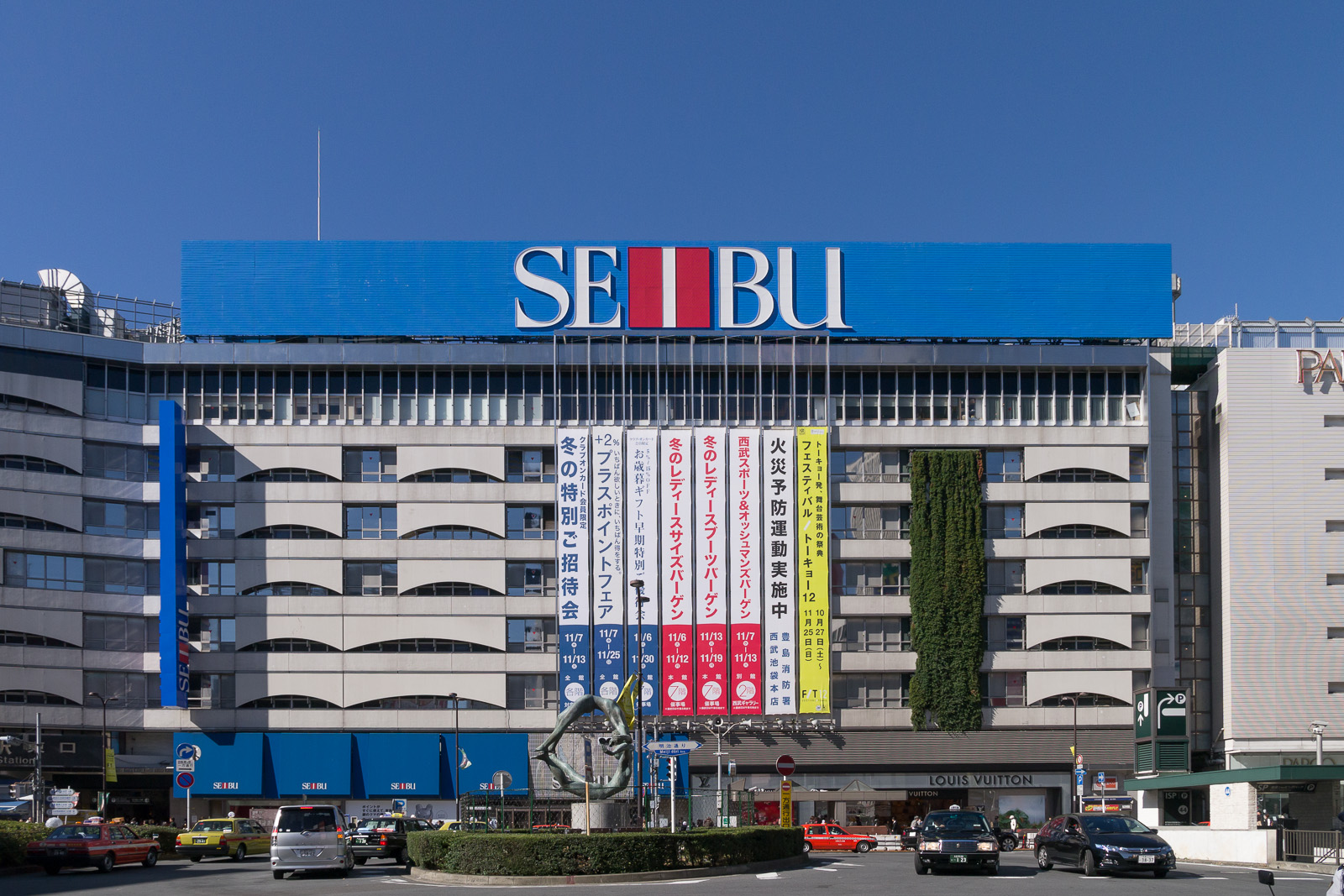
原本以日本百貨公司西武百貨命名為「西武」

《原聲大碟1》的錄製在1994年11月在伦敦的西城唱片錄音室開始，為期兩星期，後來在1995年中在都柏林漢諾威碼頭繼續，為期五星期。懶漢原本以日本百貨公司西武百貨命名為「西武」。懶漢以類似聖誕燈的“叮噹”聲作為音樂的開始，而全曲也採用了逐漸升高和降低的合成器旋律，以營造出像東京一樣的城市在黃昏的燈光的視覺效果。在西武錄製完成後，樂隊把它放在一邊，而歌曲在專輯製作的過程中被遺忘了。歌曲幾乎被排除在專輯之外，直至結他手The Edge在查看在專輯製作過程中被棄用的歌曲時候才被重新發現。The Edge認為西武有潛力成為一首好歌，並讓伊諾注意到它，而伊諾也在1995年6月初將歌曲列為可考慮納入專輯的遲入歌曲。
作為專輯的製作人，伊諾在製作過程中擁有大部分的藝術控制權，使U2在錄製中的創造性投入被限制，而這也令The Edge為了讓歌曲能被納入專輯而付出了額外的努力。他稱，西武是專輯内的三支歌曲中惟一一支能讓U2的團員“真的堅持不懈、做更多的工作和花更多的心機去製作”的歌曲（專輯内的另外兩支歌曲是薩拉熱窩小姐和你的藍色房間）。1995年7月初，樂隊將歌曲更名為「西武／懶漢」（"Seibu/Slug"），而伊諾在此時感覺歌曲聽起來更好，並形容其為“美妙的歌曲”。在最終編輯期間，伊諾對U2感到憤怒，因為U2的成員似乎沒有專心，而伊諾覺得他正在做所有的工作。波諾決定將歌曲的混音完全解構。伊諾起初並不同意，但是在聽到解構混音後的音樂後感到滿意。歌曲的編輯在7月10日完成，而The Edge在後來表示他感覺他為歌曲所付出的額外的努力是“值得的”。歌曲在1995年11月7日以「懶漢」之名作為《原聲大碟1》專輯內的第二支曲目釋出；在專輯的14支曲目中，懶漢是六支擁有人聲的曲目之一。歌曲的錄製過程在伊諾所著、於1996年出版的書《附錄腫脹的一年》有所記載。
由於《原聲大碟1》專輯內的音樂是以電影原聲帶的方式編寫，專輯內的每一支曲目都在伊諾所著的封套內容介紹中與特定電影相聯繫。專輯內的14支曲目中，有四支與現實中的電影相聯繫，而懶漢則被認為是為由彼得·馮·海尼根（Peter von Heineken；影射U2的經理人保羅·麥吉尼斯）執導的虛構的同名電影而寫。封套內容介紹稱懶漢講述的是一個年輕的汽車修理工的故事：他渴望通過策劃一場假的搶劫，並假裝自己是打敗劫匪的英雄，以吸引收銀員的注意。但是，假扮強盜的人決定放棄原本的計劃，並進行真正的搶劫，繼而導致槍戰，而收銀員更不小心向保安人員開槍並被捕，汽車修理工因此必須設法將收銀員從監獄中帶走。

## 作曲和歌詞
懶漢長4分鐘41秒，全曲以合成器旋律及覆蓋鼓音的結他弦音為主調。《纽约时报》的喬恩·帕雷萊斯形容懶漢的音樂為“吸引人的吉他回音和柔和的電子音樂旋律”的混合。波諾在歌曲第1分鐘45秒時開始以低聲演唱。全曲以類似列表的形式演唱，共有19行歌詞，其中大部分都以“不想”（Don't want）起首；懶漢的歌名包含在“不想成為一個懶漢”（Don't want to be a slug）這一句歌詞裏。“不想得到我應得的”（Don't want what I deserve）一行由波諾所寫，並帶有一種“諷刺性、自嘲般的幽默感”。歌詞的結尾為“不想改變心境／不想成為痛苦／不想保持不變”（Don't want to change the frame / Don't want to be a pain / Don't want to stay the same），反映的是在慶祝活動進行時一個淒涼的靈魂的寫照，以及關於愛情和信仰之間的差異的混亂流。
懶漢的歌詞在5分鐘内寫好，而歌詞則取材於U2在新宿的經歷。波諾將懶漢與U2在1991年釋出、同樣描繪城市的夜生活的歌曲《嘗試向世界各地伸出你的雙手》相比較。歌詞也受新宿一帶出沒的極道所啓發；他們看到黑社會成員因其不當行為而被截指的情景，而波諾則形容這是一個“非常、非常超現實”的經歷。他曾稱懶漢是關於避免有害的錯誤的歌曲，並稱“我們都在玩我們不該玩的東西”。

## 反響
懶漢獲得了評論家的正面回應，並被譽為《原聲大碟1》專輯中最佳的幾首曲目之一。在懶漢釋出的一段短時間後，東尼·弗萊徹在《新闻周刊》的評論稱懶漢是專輯中幾首“能即時讓人有所收穫得歌曲”之一，而波諾的歌聲則表現出“真正的柔情”。《橙縣紀錄報》將懶漢列為專輯中最佳的幾首曲目之一，並形容其為“夢幻的”歌曲，而《世纪报》和《主宰報》都指出波諾在懶漢展現了他最美妙的歌喉。《滾石》雜誌的吉姆·德羅加提斯形容懶漢為專輯中最引人入勝的幾首曲目之一，並評論懶漢可能運用了《Zooropa》專輯的不選用鏡頭，因為波諾“對基礎背景曲目有所要求”。
在回顧性評論中，Pitchfork音樂網站稱懶漢是《原聲大碟1》專輯中最為精彩的部分，並有著“美麗的慢板歡暢樂風”，而《板岩》雜誌則讚美這首歌的實驗音樂性質，並稱之“可愛而具有旋律”。《原封不動》雜誌評論員阿拉斯泰爾·麥凱伊（Alastair McKay）形容歌曲的旋律有如“發條”，並稱其留意到伊諾在歌曲中有著顯而易見的“對簡單旋律的渴求”。在對《原聲大碟1》的其他方面的批判性評論中，Sputnikmusic音樂網站的陳歐文（Irvin Tan）評論懶漢為專輯中幾個“奇怪的美麗數字”之一，而懶漢“在創造支配性的時地設定的嘗試其實還不錯”。《熱門刊》雜誌編輯尼亞爾·史杜基斯稱“這首歌曲的品質有著真正的回復，而這強調了在U2的首張專輯《男孩》釋出的15年後，他們仍在繼續奮鬥的事實”。歌曲在《Stereogum》網上雜誌的“U2的最佳31首非專輯曲目”榜單中榜上有名，而網站稱歌曲與U2錄製的任何其他曲目都不一樣，並將之描述為“U2的作品中令人難以忘懷的一首美妙曲目”。《Far Out》雜誌的尤根·林（Eoghan Lyng）稱其展現出U2樂團最為節制也是最有想像力的一面。

## 製作名單
| 「旅客」 - 博诺 – 主唱 - The Edge – 結他手 - 亞當·克雷頓 – 貝斯手 - 小賴利·慕蘭 – 鼓手兼敲擊樂器手 - 布萊恩·伊諾 – 音樂合成 | 技術人員 - 布萊恩·伊諾 – 混音、音序 - 丹頓·舒普（Danton Supple） – 音訊工程師 - 羅伯·基萬（Rob Kirwan） – 音訊工程師（助理） |

## 外部連結
- U2.com上的《原聲大碟1》 （页面存档备份，存于）